# Liolaemus bellii
Espèce
Synonymes
- Proctotretus modestus Philippi, 1860
- Liolaemus altissimus Müller & Hellmich, 1932

Statut de conservation UICN

 LC  : Préoccupation mineure
Liolaemus bellii est une espèce de sauriens de la famille des Liolaemidae.

## Répartition
Cette espèce est endémique du Chili. On la trouve entre 1 700 et 3 500 m d'altitude.

## Description
C'est un saurien vivipare.

## Étymologie
Cette espèce est nommée en l'honneur de Thomas Bell.

## Publication originale
- Gray, 1845 : Catalogue of the specimens of lizards in the collection of the British Museum, p. 1-289 (texte intégral).